# Гёслинг, Лена
Лена Гёслинг (нем. Lena Goeßling; род. 8 марта 1986, Билефельд, Северный Рейн-Вестфалия) — немецкая футболистка, выступающая на позиции полузащитника. Выступала за национальную сборную Германии. Чемпион Европы (2013).

## Карьера

### Клубная
Лена Гёслинг начала свою юношескую карьеру в местном клубе «Лёне-Обернбек». Позже присоединилась к команде «Гютерсло 2009». В 2006 году перешла в клуб из Первой Бундеслиги «Бад-Нойенар», за который провела 97 матчей, забила 19 голов. В 2011 году Гёслинг заключила контракт с женским футбольным клубом «Вольфсбург», в составе которого стала двукратным победителем Лиги чемпионов УЕФА (2012/13, 2013/14), двукратным чемпионом Германии (2012/13, 2013/14), обладателем кубка Германии (2012/13).

### В сборной
28 февраля 2008 года дебютировала в составе основной национальной сборной в матче против Китая. Первый гол забила 22 октября 2011 года в ворота сборной Румынии. В составе сборной стала чемпионом Европы (2013).

#### Голы за сборную
| Голы Лены Гёсслинг за сборную Германии | Голы Лены Гёсслинг за сборную Германии | Голы Лены Гёсслинг за сборную Германии | Голы Лены Гёсслинг за сборную Германии | Голы Лены Гёсслинг за сборную Германии | Голы Лены Гёсслинг за сборную Германии | Голы Лены Гёсслинг за сборную Германии |
| №                                      | Дата                                   | Место                                  | Соперник                               | Счёт                                   | Итог                                   | Турнир                                 |
| -------------------------------------- | -------------------------------------- | -------------------------------------- | -------------------------------------- | -------------------------------------- | -------------------------------------- | -------------------------------------- |
| 1.                                     | 22 октября 2011                        | Бухарест, Румыния                      | Румыния                                | 1–0                                    | 3–0                                    | Чемпионат Европы 2013 (отбор)          |
| 2.                                     | 24 ноября 2011                         | Мотриль, Испания                       | Испания                                | 1–0                                    | 2–2                                    | Чемпионат Европы 2013 (отбор)          |
| 3.                                     | 15 сентября 2012                       | Караганда, Казахстан                   | Казахстан                              | 7–0                                    | 7–0                                    | Чемпионат Европы 2013 (отбор)          |
| 4.                                     | 15 июня 2013                           | Эссен, Германия                        | Шотландия                              | 1–0                                    | 3–0                                    | Товарищеский матч                      |
| 5.                                     | 21 сентября 2013                       | Котбус,Германия                        | Румыния                                | 7–0                                    | 9–0                                    | Чемпионат мира 2015 (отбор)            |
| 6.                                     | 26 октября 2013                        | Копер, Словения                        | Словения                               | 11–0                                   | 13–0                                   | Чемпионат мира 2015 (отбор)            |
| 7.                                     | 26 октября 2013                        | Копер, Словения                        | Словения                               | 12–0                                   | 13–0                                   | Чемпионат мира 2015 (отбор)            |
| 8.                                     | 5 марта 2014                           | Албуфейра, Португалия                  | Исландия                               | 4–0                                    | 5–0                                    | Кубок Алгарве 2014                     |

## Достижения

### Клубные
- Лига чемпионов УЕФА: победитель (2) 2012/13, 2013/14
- Чемпионат Германии: чемпион (2) 2012/13, 2013/14
- Кубок Германии: победитель (1) 2012/13

### В сборной
- Чемпионат Европы: победитель (1) 2013
- Кубок Алгарве: победитель (2) 2012, 2014
- Чемпионат мира (до 20 лет): победитель (1) 2004
- Чемпионат Европы (до 19 лет): серебряный призёр (1) 2004